# Myosotis lamottiana
Myosotis lamottiana là loài thực vật có hoa trong họ Mồ hôi. Loài này được (Braun-Blanq. ex Chass.) Grau mô tả khoa học đầu tiên năm 1970.